# Pemuda Pancasila

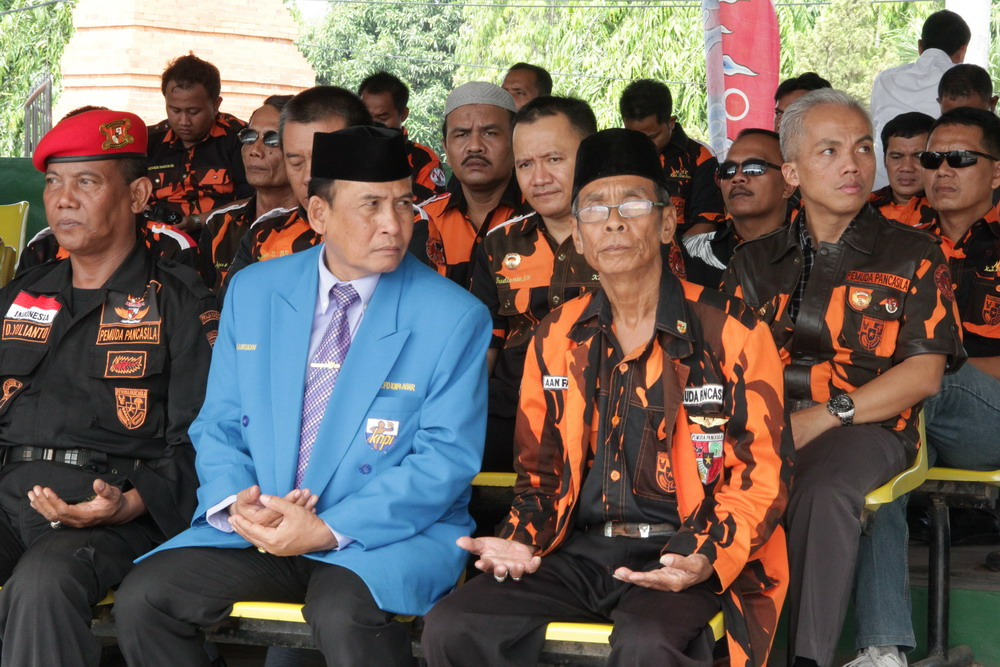
Membres de la jeunesse Pancasila (en noir et orange) lors d'une cérémonie de la Journée d'engagement de la jeunesse à Cirebon Regency, Java Ouest.

Les Jeunes Pancasila (indonésien : Pemuda Pancasila, PP) sont une organisation paramilitaire d'extrême droite indonésienne créée par le général Abdul Haris Nasution le 28 octobre 1959 comme mouvement de jeunesse de la Ligue des partisans de l'indépendance indonésienne,,. Ils sont dirigés depuis 1981 par Yapto Soerjosoemarno.
L'organisation était l'un des groupes de preman (nervis) politiques semi-officiels qui ont soutenu le régime de lOrde Baru de Suharto. Le nom de l'organisation fait référence à Pancasila, les « cinq principes » qui constituent l'idéologie de l'État indonésien. Les Jeunes Pancasila ont joué un rôle important dans le soutien au coup d'État militaire de Suharto en 1965 : ils ont dirigé des escadrons de la mort pour l'armée indonésienne, tuant un million de communistes présumés et des Chinois d'Indonésie dans la province de Sumatra du Nord, comme décrit dans le documentaire de 2012 The Act of Killing.
Dans le documentaire, il est indiqué que l'organisation compte actuellement trois millions de membres. Les estimations de l'effectif national à la fin des années 90 variaient de quatre à dix millions de personnes.
En mai 2020, la section de Bekasi du Pancasila Youth a envoyé des lettres à d'éminents hommes d'affaires locaux demandant un « Tunjangan Hari Raya (id) » en échange de « paix et sécurité ». La police de Bekasi a demandé au chapitre de retirer la lettre.

## Membres
- Ahmad Riza Patria (en)[13]
- Anwar Congo[14],[15]
- Bambang Soesatyo (en)[13]
- La Nyalla Mattalitti (en)[13]
- Tjahjo Kumolo[13]
- Zainudin Amali (en)[13]

## Voir également
- Assassinats indonésiens de 1965-1966
- Pancasila
- Parti patriote (en)
- Gardes rouges
- Colectivos
- Alliance anticommuniste argentine
- Tonton Macoute
- Ku Klux Klan
- Zaitokukai